# Amorphophallus sumawongii
Amorphophallus sumawongii är en kallaväxtart som först beskrevs av Josef Bogner, och fick sitt nu gällande namn av Josef Bogner och Simon Joseph Mayo. Amorphophallus sumawongii ingår i släktet Amorphophallus och familjen kallaväxter. Inga underarter finns listade.